# 小笠原ひかる
小笠原 ひかる（おがさわら ひかる、1988年2月28日 - ）は静岡県出身の元女子バスケットボール選手である。日立ハイテク クーガーズに所属していた。ポジションはフォワード。

## 人物
浜松開誠館中・高校から愛知学泉大学を経て、2010年に日立ハイテク入社。2014年引退。

## 経歴
- 浜松開誠館高 - 愛知学泉大 - 日立ハイテク（2010年〜2014年）